# Masochismus
Als Masochismus wird eine Persönlichkeitseigenschaft bezeichnet, bei der ein Mensch positive Emotionen daraus zieht, dass man ihm Schmerzen zufügt und/oder ihn demütigt.
Masochismus als sexuelle Spielart im BDSM galt früher häufig als Störung der Sexualpräferenz, wird aber heute als ungewöhnliche aber normale Ausprägung der persönlichen Sexualität angesehen.
Das Gegenstück zum Masochismus ist der Sadismus.

## Herkunft des Begriffs
Der Begriff Masochismus wurde im Jahr 1886 erstmals von dem deutsch-österreichischen Psychiater und Rechtsmediziner Richard von Krafft-Ebing wissenschaftlich verwendet. Er bezieht sich auf den Schriftsteller Leopold von Sacher-Masoch (1836–1895), der in mehreren Werken vertraglich geregeltes und theatralisch inszeniertes Schmerz- und Unterwerfungsverhalten in Beziehungen zu Frauen schildert, so z. B. in Venus im Pelz aus dem Jahr 1870.
Sacher-Masoch und seine Anhänger wehrten sich gegen diesen Begriff vergebens; die Bezeichnung setzte sich durch und blieb lange dominierend. Der Mann, der dem Masochismus den Namen gegeben hatte, und seine Literatur gerieten in Verruf und schließlich in Vergessenheit. In jüngerer Zeit ersetzte das komplexere Modell des BDSM diesen Begriff in vielen Bereichen, dies auch aufgrund der Arbeiten von Gilles Deleuze.

## Medizinische Einordnung
Historisch wurde insbesondere sexueller Masochismus als behandlungsbedürftige Störung der Sexualpräferenz (Paraphilie) eingestuft.
Nach heutigen medizinischen Diagnosekriterien haben einvernehmliche masochistische Praktiken keinerlei Krankheitswert und werden als eine soziologisch andersartige, aber nicht seltene Ausprägung der individuellen Sexualität betrachtet.
Ein Behandlungsbedarf besteht lediglich, wenn die Betroffenen unter ihrer Orientierung leiden oder ein hohes Risiko für körperliche Schäden oder Tod besteht.

### ICD
Der seit 2022 gültige ICD-11 kennt keine spezifische Diagnose für Masochismus mehr, da durch diese ein sexuelles Verhalten ohne Krankheitswert stigmatisiert wurde.
Der bis 2022 gültige ICD-10 kannte dagegen die Diagnose Sadomasochismus als „Störung der Sexualpräferenz“ (Schlüssel F65.5), die dort wie folgt beschrieben wird: „Es werden sexuelle Aktivitäten mit Zufügung von Schmerzen, Erniedrigung oder Fesseln bevorzugt. Wenn die betroffene Person diese Art der Stimulation erleidet, handelt es sich um Masochismus; wenn sie sie jemand anderem zufügt, um Sadismus. Oft empfindet die betroffene Person sowohl bei masochistischen als auch sadistischen Aktivitäten sexuelle Erregung.“

### DSM
Im aktuellen DSM-5 (2013) wird abweichendem sexuellen Verhalten wie sadomasochistischen Präferenzen nicht mehr grundsätzlich Krankheitswert zugeschrieben, sondern nur noch dann, wenn sie bei der betroffenen Person mit Leidensdruck einhergehen oder nicht sozialverträglich sind, also die Gesellschaft schädigen. Eine Überlagerung von sexuellen Präferenzstörungen und der Ausübung von BDSM-Praktiken kann jedoch vorkommen.

## Ursachen
Für die Ursachen des Masochismus gibt es psychodynamische und lerntheoretische Konzepte. Psychodynamische Ansätze (z. B. Tiefenpsychologie) sehen im Masochismus ein Abwehrverhalten, um Ängste und Gewissenskonflikte, die im Zusammenhang mit dem Loslösen von der Mutter stehen, zu unterdrücken. Psychologen erklären Masochismus dagegen mittels der Lerntheorie: Masochismus entwickelt sich demnach u. a. über klassische und operante Konditionierung, z. B. bei Masturbationsphantasien.

## Masochismus in der psychoanalytischen Theorie
In der psychoanalytischen Theoriebildung spielt – ausgehend von der Beobachtung selbstdestruktiven Verhaltens von depressiven Menschen – der Masochismus eine wichtige Rolle. Sigmund Freud unterscheidet in seiner Schrift Das ökonomische Problem des Masochismus  (1924) zwischen primärem Masochismus, femininem Masochismus und moralischem Masochismus. Im Falle des moralischen Masochismus richtet sich der Destruktionstrieb bzw. die Aggression gegen das eigene Selbst. Der Mensch ist somit nach der Auffassung von Freud ein moralischer Masochist, wenn sein Ich das Bedürfnis hat, von seinem sadistischen Über-Ich, d. h. den introjizierten Eltern, bestraft zu werden.
Aus Sicht der Psychoanalyse sind Sadismus und Masochismus eng miteinander verknüpft, da es sich beim Masochismus um die Wendung des angeborenen Aggressionstriebes bzw. Sadismus gegen die eigene Person handelt. Der Masochist ist in diesem Sinn „ein gegen das eigene Ich gerichteter Sadist.“ So schreibt Theodor Reik 1923, dass die Umwandlung des infantilen Sadismus in Masochismus sich hauptsächlich auf die Einwirkungen des infantilen Schuldgefühls zurückführen lässt:

„Die analytisch nachweisbare Tatsache, dass der Quälende masochistisch die Qual seines Opfers mitgenießt, als wäre er der leidende Teil, das Opfer aber unbewußt an der Wut seines Peinigers sadistisch teilnimmt und dass diese unbewußte Befriedigung umso stärker ist,  je größer der Anteil der manifesten Triebregung erscheinen lässt, läßt es gerechtfertigt erscheinen, von der Äquivalenz der Triebsgegensatzpaare zu sprechen.“

In diesem Sinne könne, so Reik, der Sadist masochistische und der Masochist sadistische Lust neben der Befriedigung der jeweils herrschenden Komponente mitempfinden.